# Ratko Cvetnić
Ratko Cvetnić (Zagreb, 1957) is een Kroatisch schrijver.

## Leven en werk
Cvetnić publiceerde zijn eerste werk Een korte uitstap – aantekeningen uit de Vaderlandse oorlog in 1997. Deze teksten, behorend tot het zogenoemde hybride genre (want geen roman, novelle of kort verhaal evenmin zuivere fictie of non-fictie is), bevatten vele autobiografische elementen en zijn ontstaan toen hij aan het front in het achterland van Dubrovnik meevocht in de Onafhankelijkheidsoorlog. Dit werk trok meteen veel aandacht. Het publiek en de vakkringen raakten scherp verdeeld in twee kampen: sommigen vonden zijn werk te nationalistisch, terwijl het andere front hem bestempelde als onvoldoende loyaal aan de nieuwe staat. Cvetnić kreeg er een prestigieuze Kroatische literaire prijs Ksaver Šandor Đalski voor Nagrada Ksaver Šandor Gjalski. 
Twaalf jaar later verscheen zijn tweede werk, een omvangrijke roman vertaald als Doezelen. Daarin beschrijft hij het leven in Zagreb in de jaren tachtig van de vorige eeuw, gezien uit het perspectief van een jonge man die aarzelt om het volwassen leven echt in te stappen. Op de achtergrond zwelt de spanning op van de naderende oorlog. Ook dit werk viel in de prijzen en kreeg Cvetnić er de Ksaver Šandor Đalski literaire prijs in 2009 voor Nagrada Ksaver Šandor Gjalski.
In 2013 bracht hij een nieuw roman uit, De geschiedenis van het Instituut, waarin hij zich laat gelden als een kritische beschrijver van de turbulente publieke leven in Kroatië.
Vijf jaar later, in 2018, verscheen zijn roman Modder op de binnenplaats. Dat is een familiekroniek die overspant een periode vanaf de tweede helft van de 19e eeuw tot in het derde millennium. Wederom schrijft Cvetnić uitgebreid over de lokale geschiedenis, met veel oog voor precieze stromingen in de samenleving. Met zijn vele verwijzingen naar wereldbekende schrijvers, denkers en andere historische figuren krijgt deze roman een sterk universeel karakter. Voor deze roman kreeg Cvetnić de prijs van de Kroatische Academie van Kunsten en Wetenschappen (HAZU).
Ratko Cvetnić is een alerte verteller, met veel oog voor evenwicht tussen details in het heden, herinneringen en innerlijke bewegingen van zijn personages.
Het werk van Cvetnić is vertaald naar het Engels, Duits, Sloveens, Pools en het Nederlands.